# Річкові канонерські човни типу «Вудкок»

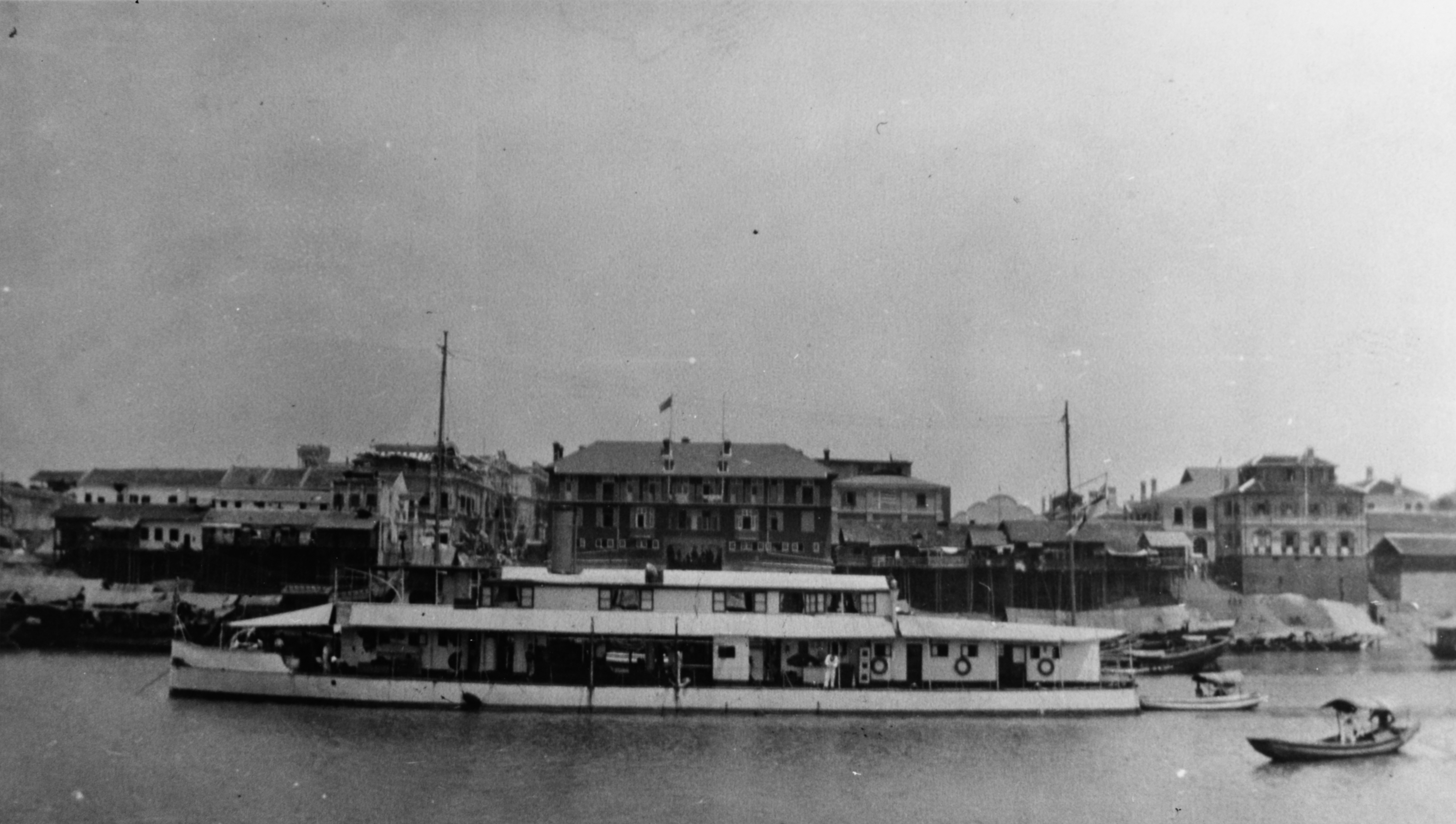
HMS Woodcock в Їчані, початок 1920-тих.

Тип «Вудкок» - три річкових канонерських човни, побудованих британською компанією «Торнікрофт» для Королівського флоту у 1898 році. 

## Технічні зарактеристики
Довжина 44,2 метри, ширина - 7,3, осадка - 0,6 метра. Максимальна швидкість - 13 вузлів, нормальна водотонажність - 150 тон. Мали протикульове бронювання. Озброєння складалося з двох 57 міліметрових гармат та чотирьох 7,7 міліметрових кулеметів.

## Кораблі типу
Два перші кораблі були у розібраному вигляді доставлені у Китай (HMS Woodcock та HMS Woodlark), де служили на китайських ріках, захищаючи британські інтереси. Третій корабель, HMS Melik, був надісланий до Єгипту, застосовувався під час війни з повстанцями Махді. Кораблі, які служили у Китаї, продали 1923 року. 